# 井上潤一
井上 潤一（いのうえ じゅんいち）は、日本の医学者、医師。専門は、救急医学、外傷外科学、外科学。学位は、博士（医学）。
日本医科大学医学部救急医学教室臨床教授、日本医科大学武蔵小杉病院救命救急センター長。

## 略歴
- 1991年3月 - 弘前大学医学部卒業[1]
- 1991年 - 日本医科大学救急医学教室入局、日本医科大学付属病院救命救急センター[1]
- 1992年 - 済生会神奈川県病院 外科・交通救急センター[1]
- 1994年 - 総合会津中央病院 救命救急センター[1]
- 1995年 - 国立病院東京災害医療センター 救命救急センター[1]
- 2008年 - 米国テキサス大学南西医療センター救急・災害部門[1]
- 2010年 - 国立病院機構災害医療センター救命救急センター部長[1]
- 2013年 - 山梨県立中央病院救命救急センター[1]
- 2018年 - 山梨県立中央病院総合診療・感染症センター統括部長[1]
- 2022年 - 日本医科大学救急医学教室臨床教授[2]、日本医科大学武蔵小杉病院救命救急センター長[3]・救命救急科部長[3]